# The Third Move
The Third Move is het debuutalbum van de Nederlandse rockgroep Avalon. Het album verscheen op 25 maart 1986 en werd uitgebracht door Dynamo Records onder HUM1.

## Tracklist
| 1 | The Courts Of Chaos            | 1:44 |
| 2 | Dancer in the Eye of the Storm | 2:56 |
| 3 | Hard Loving Man                | 6:38 |
| 4 | Arabesque                      | 1:56 |
| 5 | Perfect Illusions              | 3:54 |
| 6 | Necronomicon                   | 1:54 |